# Нетьинка (станция)
Не́тьинка — железнодорожная станция на электрифицированном участке, на однопутной тепловозной линии Брянск — Рославль — Смоленск. Станция расположена в Бежицком районе, в 2 км от городской черты Брянска.

## Топоним
Станция начиналась как разъезд без собственного названия и имело служебное обозначение «Разъезд № 7». Со временем название «Разъезд № 7» было изменено на «Нетьинка» по названию пристанционного посёлка.

## История
На станции, выросшей из разъезда, для обслуживания пассажиров электропоездов построили две стационарные наземные платформы. После введения автобусного сообщения первая платформа станции была закрыта, а также закрыт и разобран разъезд и частично разобраны пути в направлении станции Сельцо. В настоящее время на станции функционирует только вторая платформа.